# Beilby Lawley (3e baron Wenlock)
Beilby Lawley, 3e baron Wenlock (12 mai 1849 – 15 janvier 1912) est un militaire britannique, un homme politique libéral, et un administrateur colonial, gouverneur de Madras de 1891 à 1896.

## Famille
Il est le fils de Beilby Lawley (2e baron Wenlock) et son épouse Elizabeth Grosvenor, fille de Richard Grosvenor (2e marquis de Westminster). Il fait ses études au Collège d'Eton et à Trinity College (Cambridge). Il est entré dans le Yorkshire Hussards en 1869, et atteint le grade de capitaine.

## Carrière politique
Il est juge de Paix pour l'Est et le Nord Circonscription de Yorkshire et de président du conseil de comté de East Riding. Aux Élections générales britanniques de 1880, il est élu député pour Chester mais hérite de sa pairie plus tard dans l'année et entre à la Chambre des lords.

## Gouverneur de Madras
En 1890, il est nommé gouverneur de Madras par le Parti Conservateur, qui a pris le pouvoir au Royaume-Uni. Il sert comme gouverneur de Madras, du 23 janvier 1891 au 18 mars 1896. Il pose la première pierre du Nilgiri Mountain Railway qui commence en août 1891, quand il est gouverneur. En 1891-92, les districts du nord de la présidence de Madras ont été frappés par une terrible famine. La poursuite des exportations de céréales venant de Ganjam et Viazgapatm a empiré la situation. Lawley établit le Conseil des Musulmans pour l'Éducation en 1893. En 1895, il pose la première pierre d'un observatoire solaire à Kodaikanal. Le Wenlock de la paroisse de l'Hôpital Général à Madras, a été créé en sa mémoire.
Il réalise d'importants agrandissements à la Maison du Gouvernement (aujourd'hui Raj Bahvan), à Madras. Il pose également la première pierre de la de la Haute Cour de Madras,.

## Fin de carrière
En 1901 il est nommé au Conseil privé (Royaume-Uni) et devient gentilhomme de la chambre pour le nouveau Prince de Galles (futur George V).
Il est élu président du conseil du comté du Yorkshire de l'Est en janvier 1902.
Il est nommé lieutenant-colonel du régiment de volontaires de l'East Riding of Yorkshire le 15 mai 1902, et devient plus tard son Colonel. Il est également colonel honoraire de plusieurs régiments des forces territoriales.

## Mariage et descendance
En 1872, il épouse Constance Marie Lascelles, (1852-1932), fille d'Henry Lascelles (4e comte de Harewood), avec qui il a une fille, Irene Constance Lawley (b. 1889). Elle épouse Colin Gurden Forbes-Adam de Skipwith, dans le Yorkshire,.
Son frère Richard Lawley (4e baron Wenlock) lui succède comme baron.